# Botrydesmus biramosus
Botrydesmus biramosus är en mångfotingart som beskrevs av Loomis 1964. Botrydesmus biramosus ingår i släktet Botrydesmus och familjen Stylodesmidae. Inga underarter finns listade i Catalogue of Life.